# 韋夫蘭 (印地安納州)
韋夫蘭（英語：Waveland）是一個位於美國印地安納州蒙哥馬利縣的城鎮。

## 人口
根據2010年美國人口普查的數據，韋夫蘭的面積為0.85平方千米，當中陸地面積為0.85平方千米，而水域面積為0.00平方千米。當地共有人口420人，而人口密度為每平方千米494人。